# تشارلز إتش برادلي جونيور
تشارلز إتش برادلي جونيور (بالإنجليزية: Charles H. Bradley, Jr.)‏ هو شخصية أعمال أمريكي، ولد في 20 أبريل 1899، وتوفي في 1 سبتمبر 1972.